# 부기 록
부기 록(Boogie rock)은 1960년대 후반에 발전한 블루스 록 음악의 한 스타일이다. 그것의 주요 특징은 그루브를 강조하는 반복적인 구동 리듬이다. 비록 피아노 기반의 부기-우기와 같은 초기 음악 스타일에 영감을 받았지만, 부기 록은 그것의 악기적 접근 방식에서 "더 무겁다" 또는 "더 단단한 가장자리"로 묘사되었다.